# Coma de Fuses
La Coma de Fuses és una coma del terme municipal de la Torre de Cabdella, del Pallars Jussà, dins del seu terme primigeni.
Està situada al sud-oest de Coma-l'empriu; les dues comes són paral·leles. Per la Coma de Fuses davalla el barranc de la Coma de Fuses. És al sud-est del Pic de Filià, i al sud-oest del Fitero.